# Новоніколаєвка (Міякинський район)
Новонікола́євка (рос. Новониколаевка, башк. Яңы Николаевка) — присілок у складі Міякинського району Башкортостану, Росія. Входить до складу Качегановської сільської ради.
Населення — 13 осіб (2010; 21 в 2002).
Національний склад:
- росіяни — 48%
- українці — 43%